# Jennifer Plate
Jennifer Plate (17 augustus 1986) is een Duitse schaatsster. Haar beste afstand is de 500m. Ze traint op de ijsbaan van Berlijn onder Thomas Schubert.

## Persoonlijke records
| Afstand    | Tijd    | Datum            | Baan           |
| ---------- | ------- | ---------------- | -------------- |
| 500 meter  | 37,86   | 15 november 2013 | Salt Lake City |
| 1000 meter | 1.16,67 | 10 november 2013 | Calgary        |
| 1500 meter | 2.07,33 | 4 maart 2006     | Berlijn        |
| 3000 meter | 4.26,49 | 22 juli 2005     | Berlijn        |

## Resultaten
| Jaar | WK Sprint                | WK Afstanden | WK Junioren             |
| ---- | ------------------------ | ------------ | ----------------------- |
| 2006 |                          |              | 20e (4e, 23e, 22e, 20e) |
| 2013 | 20e (19e, 23e, 22e, 21e) | 17e 500m     |                         |
| 2014 | 18e (19e, 16e, 16e, 19e) |              |                         |

- Jennifer Plate op SchaatsStatistieken.nl